# Diocese de Albano
A Diocese de Albano (em latim: Albanensis) é uma sede suburbicária da Igreja Católica, sufragânea da Diocese de Roma, localizada na Itália, abrangendo sete cidades na Província de Roma. Situada em Albano Laziale, a cerca de 15 km de Roma, na Via Ápia, a diocese foi erigida no século IV. Desde 1966, suas funções são divididas entre um bispo titular (atualmente Luis Antonio Tagle) e um bispo diocesano (atualmente Vincenzo Viva). Sua sé episcopal é a Catedral-Basílica de São Pancrácio, que abriga vestígios de uma basílica constantiniana. A diocese inclui a cidade de Castel Gandolfo, residência de verão dos papas desde 1626.
A diocese possui 77 paróquias, assistidas por 184 padres (104 diocesanos e 80 de ordens religiosas), e cerca de 96% da população local é batizada.

## História

### Origens
A cidade de Albano Laziale está localizada no décimo quinto marco da Via Ápia, a dois quilômetros da antiga Alba Longa. Durante o período romano, a região abrigou vilas de figuras proeminentes, como Pompeu, o Grande, e do imperador Domiciano. No século II, um anfiteatro já existia na área. Em 197, o imperador Septímio Severo criou a Legio II Parthica, com quartel-general no Castra Albana, que permaneceu ativo até o reinado de Constantino, o Grande (306–337).
De acordo com o Liber Pontificalis, o imperador Constantino I fundou uma basílica dedicada a João Batista em Albano, doando à igreja diversos objetos de prata e propriedades locais, incluindo a fazenda de Mola, o lago de Albano e outros terrenos. Essa basílica constantiniana, destruída por um incêndio no final do século VIII ou início do IX, foi reconstruída e dedicada a São Pancrácio por Papa Leão III. Vestígios dessa estrutura ainda existem na atual Catedral de Albano. A catedral é administrada por um capítulo de dois dignitários (arcipreste e arcediago) e oito cônegos.

### Catacumbas
A importância da comunidade cristã primitiva de Albano é evidenciada por seu cemitério, descoberto em 1720 por Giovanni Marangoni. Esse cemitério, semelhante aos de Roma, foi descrito no Epitome de locis ss. martyrum quae sunt foris civitatis Romae, um documento do século VI. A presença de frescos datados dos séculos IV ao IX reflete a evolução da arte funerária cristã. O mártir Senador de Albano é mencionado no martirológio romano em 26 de setembro.

### História posterior
No século XIX, a diocese contava com cerca de 8.000 habitantes e incluía dez cidades, como Ariccia, Genzano e Marino. No final do século, a população cresceu para cerca de 44.000, com 60 padres seculares, 124 religiosos e 67 igrejas ou capelas. Desde 1910, com o decreto Apostolicae Romanorum Pontificium de Papa Pio X, as dioceses suburbicárias, incluindo Albano, receberam bispos sufragâneos para aliviar as responsabilidades pastorais dos cardeais-bispos, que acumulam funções curiais. Em 1966, as funções de bispo titular e bispo diocesano foram formalmente separadas.

## Lista de bispos

### Até 1000
- Ursinus (395)[12]
- Romanus (atestado em 465)[13]
- Athanasius (atestado em 487)[14]
- Chrysogonus (atestado em 495–502)[15]
- Homobonus (atestado em 592–601)[16]
- Epiphanius (atestado em 649)[17]
- Juvenalis (649–682)[18]
- Andreas (721 – antes de 743)[19]
- Tiberius (743–761)
- Leo (I) (761 – antes de 767)
- Eustratius (Eustathius) (761–769)[20]
- Constantius (772 – antes de 826)[21]
- Benedictus (826 – antes de 844)
- Petronacio (853 – ca. 867)
- Paul (869 – antes de 898)
- Petrus (I) (898–?)
- Gregorius (963–985)
- Teobaldo (995–996)
- Joannes (996–1001)

### 1000–1200
- Pietro Martino Boccapecora, (1004–1009), Eleito Papa Sérgio IV
- Teobaldo (atestado em 1044)[22]
- Bonifatius (1049–1068)[23]
- [Basilios][24]
- Pedro Igneus, (1072–1089)[25]
- Gualterius (1091–1100)[26]
- Theodoricus (antes de 1098 – 1100), mais tarde Antipapa Teodorico[27]
- Richardus (1101–1115)[28]
- Vital Oldo Medi (c.1117–1126)[29]
- Mateus de Albano (1126–1135)[30]
- Hugo (1135–1136)
- Alberto (1136–1141)[31]
- Hugo d'Homblieres (1143)[32]
- Pietro (1142–1146)[33]
- Nicholas Breakspear (1146–1154), Eleito Papa Adriano IV (1154–59)[34]
- Gualterus (1158–1178)[35]
- Joannes de Struma (1163–1168), apoiado pelo Antipapa Pascoal III
- Henri de Marsiac, (1179–1189)[36]
- Albinus, cônego regular de S. Frediano, (1189–1196)[37]

### 1200–1400
- Giovanni da Viterbo (1199 – 1210/11)
- Gerardo da Sessa, O.Cist. (1211)
- Pelagio Galvani (1213–1230)
- Pierre de Colmieu (1244–1253)
- Raul de Grosparmy (1261–1270)
- Boaventura, (1273–1274)
- Bentivenga de Bentivengis, OFM (1278–1289)
- Bérard de Gouth (1294–1297)
- Gonzalo Pérez Gudiel (1298–1299)
- Leonardo Patrasso (1300–1311)
- Arnaud d'Aux (1312–1320)
- Vital du Four, (1321–1327)
- Gauscelin de Jean (1327–1348)
- Hélie de Talleyrand-Périgord (1348–1364)
- Pierre Itier (1364–1367)[38]
- Angelique de Grimoard de Grisac (1367–1388)
- Niccolò Brancaccio (1388–1412)[39]

### 1400–1600
- Giordano Orsini (1412–1431)
- Pierre de Foix, OFM (1431–1464)
- Ludovico Trevisano (1465)
- Latino Orsini (1465–1468)
- Filippo Calandrini (1468–1471)
- Rodrigo Lanzol-Borja y Borja (1471–1476), Eleito Papa Alexandre VI em 1492
- Oliviero Carafa (1476–1483)
- Jean Balue (1483–1491)
- Giovanni Michiel (1491)
- Jorge da Costa (1491–1501)
- Lorenzo Cybo de Mari (1501–1503)
- Raffaele Riario (1503–1507)
- Bernardino López de Carvajal (1507)
- Guillaume Briçonnet (1507–1508)
- Domenico Grimani (1508–1509)
- Filipe de Luxemburgo (1509–1511)
- Jaime Serra i Cau (1511–1516)
- Francesco Soderini (1516–1517)
- Francisco de Remolins (1517–1518)
- Niccolò Fieschi (1518–1521)
- Antonio Maria Ciocchi del Monte (1521–1523)
- Pietro Accolti (1523–1524)
- Lorenzo Pucci (1524)
- Giovanni Piccolomini (1524–1531)
- Giovanni Domenico de Cupis (1531–1533)
- Andrea della Valle (1533)
- Bonifacio Ferrero (1533–1534)
- Lorenzo Campeggio (1534–1535)
- Matthäus Lang von Wellenburg (1535–1540)
- Alessandro Cesarini (1540–1541)
- Francesco Cornaro (1541–1542)
- Antonio Pucci (1542–1543)
- Giovanni Salviati (1543–1544)
- Gian Pietro Carafa (1544–1546) Eleito Papa Paulo IV em 1555
- Ennio Filonardi (1546–1549)
- Jean du Bellay (1550–1553)
- Rodolfo Pio (1553)
- Juan Álvarez y Alva de Toledo (1553–1555)
- Francesco Pisani (1555–1557)
- Pedro Pacheco de Villena (1557–1560)
- Giovanni Girolamo Morone (1560–1561)
- Cristoforo Madruzzo (1561–1562)
- Otto Truchsess von Waldburg (1562–1570)
- Giulio della Rovere (1570)
- Giovanni Ricci de Montepulciano (1570–1573)[40]
- Scipione Rebiba (1573–1574)
- Fulvio Giulio della Corgna, Ordem de São João de Jerusalém (1574–1580)
- Gianfrancesco Gambara (1580–1583)
- Alfonso Gesualdo (1583–1587)
- Tolomeo Gallio (1587–1589)
- Prospero Pubblicola Santacroce (1589)
- Gabriele Paleotti (1589–1591)
- Michele Bonelli, (1591–1598)
- Girolamo Rusticucci (1598–1600)
- Girolamo Simoncelli (1600)
- Pedro De Deza (1600)
- Alessandro Ottaviano de' Medici (1600–1602) Eleito Papa Leão XI em 1605

### 1600–1800
- Simeone Tagliavia d'Aragonia (1602–1603)
- Domenico Pinelli (1603)
- Girolamo Bernerio, O.P. (1603–1607)
- Antonmaria Sauli (1607–1611)
- Paolo Emilio Sfondrati (1611–1618)
- Francesco Sforza (1618–1620)
- Alessandro Damasceni Peretti (1620–1623)
- Giovanni Battista Deti (1623–1626)
- Andrea Baroni Peretti Montalto (1626–1627)
- Carlo Emanuele Pio di Savoia (1627–1630)
- Gaspar de Borja y Velasco (1630–1645)
- Bernardino Spada (1646–1652)
- Federico Baldissera Bartolomeo Cornaro (1652–1653)
- Marzio Ginetti (1653–1663)
- Giovanni Battista Maria Pallotta (1663–1666)
- Ulderico Carpegna (1666–1671)
- Virginio Orsini (1671–1675)
- Girolamo Grimaldi-Cavalleroni (1675–1685)
- Flavio Chigi (1686–1689)[41]
- Emmanuel Théodose de la Tour d'Auvergne de Bouillon (1689–1698)
- César d'Estrées (1698–1714)
- Ferdinando d'Adda (1715–1719)
- Fabrizio Paolucci (1719–1724)
- Giacomo Boncompagni (1724–1731)[42]
- Lodovico Pico della Mirandola (1731–1740)[43]
- Pierluigi Carafa (1740–1751)
- Giovanni Battista Spínola (1751–1752)
- Francesco Scipione Maria Borghese (1752–1759)
- Carlo Alberto Guidobono Cavalchini (1759–1763)
- Fabrizio Serbelloni (1763–1774)
- François-Joachim de Pierre de Bernis (1774–1794)
- Luigi Valenti Gonzaga (1795–1807)

### 1800–1966
- Antonio Dugnani (1807–1816)[44]
- Michele di Pietro (1816–1820)
- Pietro Francesco Galleffi (1820–1830)
- Giovanni Francesco Falzacappa (1830–1839)[45]
- Giacomo Giustiniani (1839–1843)
- Pietro Ostini (1843–1849)
- Costantino Patrizi Naro (1849–1860)
- Lodovico Altieri (1860–1867)
- Camillo di Pietro (1867–1877)
- Carlo Luigi Morichini (1877–1879)
- Gustav Adolf von Hohenlohe-Schillingsfürst (1879–1884)
- Raffaele Monaco La Valletta (1884–1889)
- Lucido Maria Parocchi (1889–1896)[46]
- Isidoro Verga (1896–1899)[47]
- Antonio Agliardi (1899–1915)[48]
- Gennaro Granito Pignatelli di Belmonte (1915–1948)[49]
- Giuseppe Pizzardo (1948–1970)

### Desde 1966
Desde 1966, as funções são divididas entre o bispo titular e o bispo diocesano.
|                   | Nome                           | Período           | Notas                                |
| Bispos Diocesanos | Bispos Diocesanos              | Bispos Diocesanos | Bispos Diocesanos                    |
| ----------------- | ------------------------------ | ----------------- | ------------------------------------ |
|                   | Raffaele Macario               | 1966–1977         | Bispo auxiliar de Albano (1948–1966) |
|                   | Gaetano Bonicelli              | 1977–1982         |                                      |
|                   | Dante Bernini                  | 1982–1999         |                                      |
|                   | Agostino Vallini               | 1999–2004         |                                      |
|                   | Marcello Semeraro              | 2004–2020         | Bispo emérito                        |
|                   | Vincenzo Viva                  | 2021–presente     | Atual                                |
| Bispos Titulares  |                                |                   |                                      |
|                   | Giuseppe Pizzardo              | 1948–1970         |                                      |
|                   | Gregório Pedro XV Agagianian   | 1970–1971         | [ 51 ]                               |
|                   | Luigi Traglia                  | 1972–1977         | [ 52 ]                               |
|                   | Francesco Carpino              | 1978–1993         | [ 53 ]                               |
|                   | Angelo Sodano                  | 1994–2022         | [ 54 ]                               |
|                   | Robert Francis Prevost, O.S.A. | 2025              | Eleito Papa Leão XIV                 |
|                   | Luis Antonio Tagle             | 2025–presente     | Atual                                |